# Fussballclub Zürich 2007-2008
Questa voce raccoglie le informazioni riguardanti il Fussballclub Zürich nelle competizioni ufficiali della stagione 2007-2008.

## Stagione
Nella stagione 2007-2008 il Zurigo, allenato da Bernard Challandes, concluse il campionato di Super League al 3º posto. In Coppa Svizzera il Zurigo fu eliminato ai quarti di finale dal Thun. In Champions League il Zurigo fu eliminato al terzo turno di qualificazione dal Beşiktaş. In Coppa UEFA il Zurigo fu eliminato ai sedicesimi di finale dall'Amburgo.

## Rosa
| N. |                                 | Ruolo | Calciatore         |
| -- | ------------------------------- | ----- | ------------------ |
| 1  | Svizzera (bandiera)             | P     | Johnny Leoni       |
| 2  | Finlandia (bandiera)            | D     | Veli Lampi         |
| 4  | Cile (bandiera)                 | D     | Adán Vergara       |
| 5  | Svizzera (bandiera)             | D     | Oumar Kondé        |
| 7  | Svizzera (bandiera)             | C     | Silvan Aegerter    |
| 8  | Bosnia ed Erzegovina (bandiera) | A     | Emra Tahirović     |
| 9  | Svezia (bandiera)               | C     | Andrés Vásquez     |
| 10 | Nigeria (bandiera)              | C     | Onyekachi Okonkwo  |
| 12 | Guadalupa (bandiera)            | A     | Alexandre Alphonse |
| 13 | Svizzera (bandiera)             | D     | Florian Stahel     |
| 14 | Svezia (bandiera)               | C     | Dušan Đurić        |
| 15 | Svizzera (bandiera)             | D     | Daniel Stucki      |
| 16 | Brasile (bandiera)              | A     | Eudis              |
| 17 | Tunisia (bandiera)              | A     | Yassine Chikhaoui  |

| N. |                               | Ruolo | Calciatore                |
| -- | ----------------------------- | ----- | ------------------------- |
| 19 | Svizzera (bandiera)           | D     | Alain Rochat              |
| 20 | Brasile (bandiera)            | A     | Sílvio Carlos de Oliveira |
| 21 | Rep. Dominicana (bandiera)    | D     | Heinz Barmettler          |
| 22 | Svizzera (bandiera)           | C     | Luca Ladner               |
| 23 | Svizzera (bandiera)           | C     | Almen Abdi                |
| 25 | Macedonia del Nord (bandiera) | A     | Orhan Mustafi             |
| 26 | Liechtenstein (bandiera)      | C     | Martin Büchel             |
| 27 | Svizzera (bandiera)           | C     | Marco Schönbächler        |
| 28 | Svizzera (bandiera)           | C     | Adrian Nikçi              |
| 28 | Svizzera (bandiera)           | C     | Remo Staubli              |
| 29 | Francia (bandiera)            | A     | Éric Hassli               |
| 30 | Finlandia (bandiera)          | D     | Hannu Tihinen             |
| 32 | Italia (bandiera)             | P     | Andrea Guatelli           |

## Organigramma societario
Area tecnica
- Allenatore: Bernard Challandes
- Allenatore in seconda: Urs Fischer
- Preparatore dei portieri:
- Preparatori atletici:

## Calciomercato

### Sessione estiva
| Acquisti | Acquisti          | Acquisti        | Acquisti |
| R.       | Nome              | da              | Modalità |
| -------- | ----------------- | --------------- | -------- |
| D        | Oumar Kondé       | Paniōnios       |          |
| A        | Yassine Chikhaoui | Étoile du Sahel |          |
| A        | Éric Hassli       | Valenciennes    |          |
| C        | Onyekachi Okonkwo | Orlando Pirates |          |

| Cessioni | Cessioni           | Cessioni       | Cessioni |
| R.       | Nome               | a              | Modalità |
| -------- | ------------------ | -------------- | -------- |
| C        | Cesar              | Shabab Al-Ahli |          |
| D        | Steve von Bergen   | Hertha Berlino |          |
| A        | Francileudo Santos | Tolosa         |          |
| C        | Blerim Džemaili    | Bolton         |          |
| C        | Gökhan Inler       | Udinese        |          |
| C        | Xavier Margairaz   | Osasuna        |          |
| C        | Labinot Sheholli   | San Gallo      |          |
| D        | Jérôme Thiesson    | Wil            |          |

### Sessione invernale
| Acquisti | Acquisti                  | Acquisti     | Acquisti |
| R.       | Nome                      | da           | Modalità |
| -------- | ------------------------- | ------------ | -------- |
| A        | Sílvio Carlos de Oliveira | Wil          |          |
| A        | Emra Tahirović            | Lilla        |          |
| C        | Dušan Đurić               | Halmstad     |          |
| C        | Andrés Vásquez            | IFK Göteborg |          |

| Cessioni | Cessioni         | Cessioni       | Cessioni |
| R.       | Nome             | a              | Modalità |
| -------- | ---------------- | -------------- | -------- |
| C        | Sebastian Kollar | Wil            |          |
| A        | Shkëlzen Gashi   | Sciaffusa      |          |
| C        | Raffael          | Hertha Berlino |          |
| D        | Marc Schneider   | San Gallo      |          |
| P        | David Da Costa   | Chiasso        |          |

## Risultati

### Super League

#### Prima fase, girone di andata
| Arbitro: | Bertolini |

|              |           |  |
| Streller 69’ | Marcatori |  |

| Arbitro: | Zimmermann |

|                                                    |           |                    |
| Chikhaoui 36’ Abdi 42’ Rochat 50’ Cesar 73’ (rig.) | Marcatori | 87’ (aut.) Tihinen |

| Arbitro: | Busacca |

|             |           |               |
| Everson 55’ | Marcatori | 60’ Chikhaoui |

| Arbitro: | Kever |

|                                       |           |          |
| Alphonse 2’ Raffael 23’ Chikhaoui 32’ | Marcatori | 17’ Faye |

| Arbitro: | Petignat |

|                                    |           |             |
| Raffael 63’ Cesar 65’ Alphonse 73’ | Marcatori | 38’ Marazzi |

| Arbitro: | Bertolini |

|  |           |                                                      |
|  | Marcatori | 19’ (rig.), 57’ Raffael 36’, 55’ Alphonse 87’ Hassli |

| Arbitro: | Studer |

|                                              |           |           |
| Abdi 12’, 42’ Chikhaoui 22’, 89’ Raffael 83’ | Marcatori | 88’ Yakın |

| Arbitro: | Grossen |

|            |           |                     |
| Mutsch 57’ | Marcatori | 2’ (aut.) Rapisarda |

| Arbitro: | Rogalla |

|                                           |           |  |
| Chikhaoui 1’ Tihinen 42’ Raffael 76’, 79’ | Marcatori |  |

#### Prima fase, girone di ritorno
| Arbitro: | Busacca |

|                          |           |                          |
| Chikhaoui 62’ Hassli 90’ | Marcatori | 67’ Eduardo 78’ Streller |

| Arbitro: | Krassnitzer |

|                      |           |                          |
| Tchouga 45’ Adão 90’ | Marcatori | 54’ Chikhaoui 90’ Stahel |

| Arbitro: | Circhetta |

|           |           |  |
| Eudis 90’ | Marcatori |  |

| Arbitro: | Wildhaber |

|             |           |                   |
| Glarner 61’ | Marcatori | 65’ (aut.) Gerber |

| Arbitro: | Zimmermann |

|                         |           |                                           |
| Aguirre 34’ Gjasula 69’ | Marcatori | 25’ Alphonse 46’ Raffael 66’ Schönbächler |

| Arbitro: | Bertolini |

|                                   |           |          |
| Alphonse 5’, 62’ Raffael 68’, 72’ | Marcatori | 6’ Reset |

| Arbitro: | Circhetta |

|           |           |                    |
| Yakın 70’ | Marcatori | 50’ (rig.) Raffael |

| Arbitro: | Laperrière |

|  |           |          |
|  | Marcatori | 11’ Ianu |

| Arbitro: | Wildhaber |

|                            |           |             |
| Bobadilla 7’ Feltscher 55’ | Marcatori | 11’ Raffael |

#### Seconda fase, girone di andata
| Arbitro: | Kever |

|          |           |  |
| Abdi 64’ | Marcatori |  |

| Arbitro: | Wildhaber |

|                    |           |  |
| Aguirre 49’ (rig.) | Marcatori |  |

| Arbitro: | Busacca |

|                      |           |              |
| Chikhaoui 90’ (rig.) | Marcatori | 41’ Derdiyok |

| Arbitro: | Kever |

|                           |           |           |
| Lustrinelli 6’ Seoane 52’ | Marcatori | 74’ Đurić |

| Arbitro: | Wermelinger |

|              |           |  |
| Alphonse 49’ | Marcatori |  |

| Arbitro: | Schörgenhofer |

|                                         |           |  |
| Ghezal 20’ Hochstrasser 32’ Häberli 85’ | Marcatori |  |

| Arbitro: | Studer |

|               |           |  |
| Rapisarda 77’ | Marcatori |  |

| Arbitro: | Busacca |

|                               |           |             |
| Tahirović 25’ Abdi 83’ (rig.) | Marcatori | 81’ Saborío |

| Arbitro: | Bertolini |

|                                  |           |             |
| Lang 8’ Paulo 36’ Szlykowicz 90’ | Marcatori | 70’ Vásquez |

#### Seconda fase, girone di ritorno
| Arbitro: | Zimmermann |

|                        |           |         |
| Okonkwo 65’ Hassli 83’ | Marcatori | 2’ Coly |

| Arbitro: | Laperrière |

|                           |           |                            |
| Saborío 16’, 20’ Beto 25’ | Marcatori | 11’, 37’ Abdi 51’ Alphonse |

| Zurigo 13 aprile 2008, ore 16:00 CEST 30ª giornata | Zurigo | 0 – 0 referto | Aarau | Stadio Letzigrund (9 100 spett.)\| Arbitro: \| Studer \| |
| Arbitro:                                           | Studer |               |       |                                                          |

| Arbitro: | Kever |

|                    |           |               |
| Tihinen 81’ (rig.) | Marcatori | 4’, 23’ Yakın |

| Arbitro: | Petignat |

|               |           |                  |
| Bobadilla 45’ | Marcatori | 74’ Schönbächler |

| Arbitro: | Busacca |

|              |           |  |
| Aegerter 90’ | Marcatori |  |

| Arbitro: | Kever |

|                                                            |           |  |
| Streller 16’ Stocker 21’ Majstorović 50’ (rig.) Huggel 77’ | Marcatori |  |

| Arbitro: | Grossen |

|           |           |  |
| Eudis 85’ | Marcatori |  |

| Arbitro: | Petignat |

|            |           |               |
| Gerber 50’ | Marcatori | 68’ Tahirović |

### Coppa Svizzera
| 15 settembre 2007, ore 16:30 CEST Primo turno | FC Herrliberg | 0 – 6 | Zurigo |  |

| 21 ottobre 2007, ore 14:00 CEST Secondo turno | Concordia Basilea    | ? – ? | Zurigo |  |
| \| \| \| \| \| \| Tiri di rigore 5 – 6 \| \|  |                      |       |        |  |
|                                               |                      |       |        |  |
|                                               | Tiri di rigore 5 – 6 |       |        |  |

| 25 novembre 2007, ore 14:30 CET Ottavi di finale | Kriens | 0 – 3 | Zurigo |  |

| 15 dicembre 2007, ore 17:45 CET Quarti di finale | Thun | 2 – 1 | Zurigo |  |

### Champions League

#### Fase di qualificazione
| Arbitro: | Riley |

|              |           |            |
| Alphonse 90’ | Marcatori | 3’ Delgado |

| Arbitro: | Fröjdfeldt |

|                  |           |  |
| Delgado 55’, 63’ | Marcatori |  |

### Coppa UEFA

#### Fase a eliminazione diretta
| Arbitro: | Yefet |

|                                 |           |              |
| Piccolo 45’ Antonini 49’ (rig.) | Marcatori | 74’ Alphonse |

| Arbitro: | Čeferin |

|                                  |           |  |
| Kollar 37’ Abdi 78’ Alphonse 82’ | Marcatori |  |

#### Fase a gironi
| Arbitro: | Dougal |

|              |           |                        |
| Slepička 24’ | Marcatori | 38’ Kondé 62’ Alphonse |

| Arbitro: | Kasnaferis |

|                                |           |  |
| Tihinen 42’ Raffael 69’ (rig.) | Marcatori |  |

| Arbitro: | Trivković |

|           |           |  |
| Titov 57’ | Marcatori |  |

| Arbitro: | Santiago |

|  |           |                                                       |
|  | Marcatori | 18’ Greško 22’, 57’ Bulykin 50’ Barnetta 80’ Kießling |

#### Fase a eliminazione diretta
| Arbitro: | Kelly |

|            |           |                                     |
| Rochat 87’ | Marcatori | 49’ Jarolím 67’ Olić 77’ Trochowski |

| Amburgo 21 febbraio 2008, ore 17:00 CET Terzo turno - ritorno | Amburgo   | 0 – 0 referto | Zurigo | HSH Nordbank Arena (33 586 spett.)\| Arbitro: \| Jakobsson \| |
| Arbitro:                                                      | Jakobsson |               |        |                                                               |

## Statistiche

### Statistiche di squadra
| Competizione     | Punti | In casa | In casa | In casa | In casa | In casa | In casa | In trasferta | In trasferta | In trasferta | In trasferta | In trasferta | In trasferta | Totale | Totale | Totale | Totale | Totale | Totale | DR  |
| Competizione     | Punti | G       | V       | N       | P       | Gf      | Gs      | G            | V            | N            | P            | Gf           | Gs           | G      | V      | N      | P      | Gf     | Gs     | DR  |
| ---------------- | ----- | ------- | ------- | ------- | ------- | ------- | ------- | ------------ | ------------ | ------------ | ------------ | ------------ | ------------ | ------ | ------ | ------ | ------ | ------ | ------ | --- |
| Super League     | 56    | 18      | 13      | 3       | 2       | 36      | 13      | 18           | 2            | 8            | 8            | 22           | 30           | 36     | 15     | 11     | 10     | 58     | 43     | +15 |
| Coppa Svizzera   | -     | 0       | 0       | 0       | 0       | 0       | 0       | 4            | 2            | 1            | 1            | 10           | 2            | 4      | 2      | 1      | 1      | 10     | 2      | +8  |
| Champions League | -     | 1       | 0       | 1       | 0       | 1       | 1       | 1            | 0            | 0            | 1            | 0            | 2            | 2      | 0      | 1      | 1      | 1      | 3      | -2  |
| Coppa UEFA       | -     | 4       | 2       | 0       | 2       | 6       | 8       | 4            | 1            | 1            | 2            | 3            | 4            | 8      | 3      | 1      | 4      | 9      | 12     | -3  |
| Totale           | 56    | 23      | 15      | 4       | 4       | 43      | 22      | 27           | 5            | 10           | 12           | 35           | 38           | 50     | 20     | 14     | 16     | 78     | 60     | +18 |

### Andamento in campionato
| Giornata  | 1 | 2 | 3 | 4 | 5 | 6 | 7 | 8 | 9 | 10 | 11 | 12 | 13 | 14 | 15 | 16 | 17 | 18 | 19 | 20 | 21 | 22 | 23 | 24 | 25 | 26 | 27 | 28 | 29 | 30 | 31 | 32 | 33 | 34 | 35 | 36 |
| --------- | - | - | - | - | - | - | - | - | - | -- | -- | -- | -- | -- | -- | -- | -- | -- | -- | -- | -- | -- | -- | -- | -- | -- | -- | -- | -- | -- | -- | -- | -- | -- | -- | -- |
| Luogo     | T | C | T | C | C | T | C | T | C | C  | T  | C  | T  | T  | C  | T  | C  | T  | C  | T  | C  | T  | C  | T  | T  | C  | T  | C  | T  | C  | C  | T  | C  | T  | C  | T  |
| Risultato | P | V | N | V | V | V | V | N | V | N  | N  | V  | N  | V  | V  | N  | P  | P  | V  | P  | N  | P  | V  | P  | P  | V  | P  | V  | N  | N  | P  | N  | V  | P  | V  | N  |
| Posizione | 8 | 4 | 4 | 3 | 1 | 1 | 1 | 1 | 1 | 1  | 2  | 2  | 2  | 2  | 2  | 2  | 2  | 2  | 2  | 3  | 2  | 3  | 3  | 3  | 3  | 3  | 3  | 3  | 3  | 3  | 3  | 3  | 3  | 3  | 3  | 3  |

Legenda:

Luogo: C = Casa; T = Trasferta. Risultato: V = Vittoria; N = Pareggio; P = Sconfitta.

### Statistiche dei giocatori
| Giocatore       | Super League | Super League | Super League | Super League | Champions League | Champions League | Champions League | Champions League | Coppa UEFA | Coppa UEFA | Coppa UEFA  | Coppa UEFA | Totale   | Totale | Totale      | Totale     |
| Giocatore       | Presenze     | Reti         | Ammonizioni  | Espulsioni   | Presenze         | Reti             | Ammonizioni      | Espulsioni       | Presenze   | Reti       | Ammonizioni | Espulsioni | Presenze | Reti   | Ammonizioni | Espulsioni |
| --------------- | ------------ | ------------ | ------------ | ------------ | ---------------- | ---------------- | ---------------- | ---------------- | ---------- | ---------- | ----------- | ---------- | -------- | ------ | ----------- | ---------- |
| A. Abdi         | 31           | 7            | 4            | 1            | 2                | 0                | 0                | 0                | 7          | 1          | 3           | 0          | 40       | 8      | 7           | 1          |
| S. Aegerter     | 23           | 1            | 4            | 0            | 1                | 0                | 0                | 0                | 4          | 0          | 0           | 0          | 28       | 1      | 4           | 0          |
| A. Alphonse     | 29           | 9            | 3            | 0            | 1                | 1                | 0                | 0                | 7          | 3          | 0           | 0          | 37       | 13     | 3           | 0          |
| H. Barmettler   | 20           | 0            | 2            | 0            | 1                | 0                | 0                | 0                | 5          | 0          | 0           | 0          | 26       | 0      | 2           | 0          |
| M. Büchel       | 2            | 0            | 1            | 0            | 0                | 0                | 0                | 0                | 0          | 0          | 0           | 0          | 2        | 0      | 1           | 0          |
| C. Cesar        | 5            | 2            | 0            | 0            | 1                | 0                | 0                | 0                | 0          | 0          | 0           | 0          | 6        | 2      | 0           | 0          |
| Y. Chikhaoui    | 18           | 9            | 4            | 1            | 2                | 0                | 0                | 0                | 8          | 0          | 1           | 0          | 28       | 9      | 5           | 1          |
| D. Costa        | 0            | 0            | 0            | 0            | 0                | 0                | 0                | 0                | 0          | 0          | 0           | 0          | 0        | 0      | 0           | 0          |
| E. Eudis        | 14           | 2            | 0            | 0            | 1                | 0                | 0                | 0                | 3          | 0          | 1           | 0          | 18       | 2      | 1           | 0          |
| S. Gashi        | 0            | 0            | 0            | 0            | 0                | 0                | 0                | 0                | 1          | 0          | 0           | 0          | 1        | 0      | 0           | 0          |
| A. Guatelli     | 3            | 0            | 0            | 0            | 0                | 0                | 0                | 0                | 1          | 0          | 0           | 0          | 4        | 0      | 0           | 0          |
| E. Hassli       | 28           | 3            | 6            | 1            | 2                | 0                | 0                | 0                | 5          | 0          | 0           | 1          | 35       | 3      | 6           | 2          |
| S. Kollar       | 12           | 0            | 0            | 0            | 1                | 0                | 0                | 0                | 2          | 1          | 0           | 0          | 15       | 1      | 0           | 0          |
| O. Kondé        | 17           | 0            | 2            | 0            | 0                | 0                | 0                | 0                | 7          | 1          | 1           | 0          | 24       | 1      | 3           | 0          |
| L. Ladner       | 1            | 0            | 0            | 0            | 0                | 0                | 0                | 0                | 0          | 0          | 0           | 0          | 1        | 0      | 0           | 0          |
| V. Lampi        | 24           | 0            | 1            | 0            | 0                | 0                | 0                | 0                | 5          | 0          | 0           | 0          | 29       | 0      | 1           | 0          |
| J. Leoni        | 34           | 0            | 1            | 1            | 2                | 0                | 0                | 0                | 7          | 0          | 0           | 0          | 43       | 0      | 1           | 1          |
| O. Mustafi      | 1            | 0            | 0            | 0            | 0                | 0                | 0                | 0                | 0          | 0          | 0           | 0          | 1        | 0      | 0           | 0          |
| A. Nikçi        | 5            | 0            | 0            | 0            | 0                | 0                | 0                | 0                | 0          | 0          | 0           | 0          | 5        | 0      | 0           | 0          |
| O. Okonkwo      | 27           | 1            | 6            | 1            | 2                | 0                | 1                | 0                | 7          | 0          | 3           | 0          | 36       | 1      | 10          | 1          |
| R. Raffael      | 15           | 12           | 3            | 0            | 2                | 0                | 0                | 0                | 6          | 1          | 2           | 0          | 23       | 13     | 5           | 0          |
| A. Rochat       | 28           | 1            | 6            | 1            | 2                | 0                | 1                | 0                | 8          | 1          | 2           | 0          | 38       | 2      | 9           | 1          |
| M. Schneider    | 12           | 0            | 2            | 0            | 1                | 0                | 0                | 0                | 5          | 0          | 0           | 0          | 18       | 0      | 2           | 0          |
| M. Schönbächler | 15           | 2            | 2            | 0            | 1                | 0                | 0                | 0                | 2          | 0          | 0           | 0          | 18       | 2      | 2           | 0          |
| C. Silvio       | 12           | 0            | 0            | 0            | 0                | 0                | 0                | 0                | 0          | 0          | 0           | 0          | 12       | 0      | 0           | 0          |
| F. Stahel       | 32           | 1            | 7            | 0            | 2                | 0                | 1                | 0                | 8          | 0          | 2           | 0          | 42       | 1      | 10          | 0          |
| R. Staubli      | 4            | 0            | 0            | 1            | 0                | 0                | 0                | 0                | 0          | 0          | 0           | 0          | 4        | 0      | 0           | 1          |
| D. Stucki       | 9            | 0            | 3            | 0            | 0                | 0                | 0                | 0                | 0          | 0          | 0           | 0          | 9        | 0      | 3           | 0          |
| E. Tahirović    | 16           | 2            | 2            | 0            | 0                | 0                | 0                | 0                | 2          | 0          | 0           | 0          | 18       | 2      | 2           | 0          |
| H. Tihinen      | 27           | 2            | 6            | 0            | 2                | 0                | 0                | 0                | 5          | 1          | 1           | 0          | 34       | 3      | 7           | 0          |
| A. Vergara      | 9            | 0            | 3            | 1            | 0                | 0                | 0                | 0                | 0          | 0          | 0           | 0          | 9        | 0      | 3           | 1          |
| A. Vásquez      | 12           | 1            | 3            | 0            | 0                | 0                | 0                | 0                | 1          | 0          | 0           | 0          | 13       | 1      | 3           | 0          |
| S. von Bergen   | 5            | 0            | 0            | 0            | 1                | 0                | 1                | 0                | 0          | 0          | 0           | 0          | 6        | 0      | 1           | 0          |
| D. Đurić        | 7            | 1            | 0            | 0            | 0                | 0                | 0                | 0                | 2          | 0          | 0           | 0          | 9        | 1      | 0           | 0          |